# Robert Zieger
Robert H. Zieger (* 2. August 1938 in Englewood (New Jersey); † 6. März 2013) war ein US-amerikanischer Historiker zur Arbeiterbewegung in den Vereinigten Staaten.
Im Jahre 1960 Zieger erhielt seinen Bachelor am Montclair State College und 1961 seinen Masters-Abschluss von der University of Wyoming. Er heiratete im Jahre 1962. 1965 promovierte er in Geschichte an der University of Maryland.
Zieger erhielt 1964 einen Lehrauftrag als Assistenzprofessor für Geschichte an der University of Wisconsin-Stevens Point. 1973 wurde er Associate Professor an der Kansas State University, wo er bis 1977 tätig war. Von 1977 bis 1986 arbeitete er als Professor für Geschichte an der Wayne State University. 1986 wurde Zieger zum Professor für Geschichte an die University of Florida berufen.
1998 erhielt er die Auszeichnung als Distinguished Professor of History. Zwei seiner Bücher erhielten den Philip Taft Labor History Book Award für das beste Buch im Bereich Arbeiterbewegung:
- Rebuilding the Pulp and Paper Workers' Union, 1933–1941 gewann 1985 den ersten Preis zusammen mit Paul Avrichs The Haymarket Tragedy, ISBN 0-691-00600-8
- 1995 gewann Zieger den Preis erneut mit seinem Buch The CIO, 1935–1955.

## Werk
- Mit Gilbert J. Gall: American workers, american unions. The 20th century. Johns Hopkins University Press, 3. Aufl. Baltimore 2002, ISBN 0-8018-7078-X (zuerst: American workers, american unions, 1920 - 1985. ebd. 1986; 2. Aufl. 1994)

## Belege
1. ↑  In Memoriam: Robert H. Zieger, abgerufen am 20. Februar 2014

| Personendaten    | Personendaten                                     |
| ---------------- | ------------------------------------------------- |
| NAME             | Zieger, Robert                                    |
| ALTERNATIVNAMEN  | Zieger, Robert H.                                 |
| KURZBESCHREIBUNG | US-amerikanischer Historiker der Arbeiterbewegung |
| GEBURTSDATUM     | 2. August 1938                                    |
| GEBURTSORT       | Englewood (New Jersey)                            |
| STERBEDATUM      | 6. März 2013                                      |